# Andrena nesteroviella
Andrena nesteroviella är en biart som beskrevs av Osytshnjuk 1993. Andrena nesteroviella ingår i släktet sandbin, och familjen grävbin. Inga underarter finns listade i Catalogue of Life.